# Live and Sleazy
 (février 2021).
Albums de Village People
Go West
(1979) Can't Stop the Music
(1980)
Live and Sleazy est un album du groupe Village People, sorti en septembre 1979.

## Historique

### Liste des titres
1. Fire Island
2. Hot Cop
3. Medley: San Francisco (You’ve Got Me) / In Hollywood (Everybody Is a Star)
4. Macho Man
5. In the Navy
6. Y.M.C.A.
7. Sleazy
8. Rock and Roll Is Back Again
9. Ready for the 80′s
10. Save Me (Ballad)
11. Save Me (Up tempo)